# Amauropelma
Amauropelma és un gènere d'aranyes araneomorfs de la família Ctenidae de Queensland, Austràlia i Java central

## Noms
El nom A. hasenpuschi va ser posat en honor de Jack Hasenpusch, de Garradunga, Innisfail, Queensland.

## Taxonomia
- Amauropelma anzses Raven & Stumkat, 2001
- Amauropelma bluewater Raven & Stumkat, 2001
- Amauropelma claudie Raven & Stumkat, 2001
- Amauropelma gayundah Raven & Stumkat, 2001
- Amauropelma gordon Raven & Stumkat, 2001
- Amauropelma hasenpuschi Raven & Stumkat, 2001
- Amauropelma leo Raven & Stumkat, 2001
- Amauropelma mcilwraith Raven & Stumkat, 2001
- Amauropelma monteithi Raven & Stumkat, 2001
- Amauropelma mossman Raven & Stumkat, 2001
- Amauropelma pineck Raven & Stumkat, 2001
- Amauropelma rifleck Raven & Stumkat, 2001
- Amauropelma torbjorni Raven & Gray, 2001
- Amauropelma trueloves Raven & Stumkat, 2001
- Amauropelma undara Raven & Gray, 2001
- Amauropelma wallaman Raven & Stumkat, 2001